# Pakistans herrlandslag i landhockey
Pakistans herrlandslag i landhockey (engelska: Pakistan men's national field hockey team) representerar Pakistan i landhockey på herrsidan. Laget deltog i den olympiska turneringen första gången 1948, och slutade på fjärde plats vilket man även gjorde 1952. Laget tog sin första olympiska medalj i och med silvret 1956, då man förlorade med 0-1 mot ärkerivalen Indien.
Man vann sedan olympiskt guld 1960 genom att finalslå Indien med 1-0., olympiskt guld 1968. och 1984.
Laget blev också världsmästare 1971, 1978, 1982 och 1994.

### Fotnoter
1. ↑  Todor Krastev (19 mars 1948). ”Men Field Hockey Olympic Games 1948 London (GBR) - 31.07-12.08 Winner India” (på engelska). Sport Statistics. Arkiverad från originalet den 6 mars 2016. https://web.archive.org/web/20160306042702/http://www.todor66.com/hockey/field/Olympic/Men_1948.html. Läst 27 juli 2015.
2. ↑  Todor Krastev (19 mars 1952). ”Men Field Hockey Olympic Games 1952 Helsinki (FIN) - 15-24.07 Winner” (på engelska). Sport Statistics. Arkiverad från originalet den 4 mars 2016. https://web.archive.org/web/20160304205108/http://todor66.com/hockey/field/Olympic/Men_1952.html. Läst 27 juli 2015.
3. ↑  Todor Krastev (19 mars 1956). ”Men Field Hockey Olympic Games 1956 Melbourne (AUS) - 23.11-06.12 Winner India” (på engelska). Sport Statistics. Arkiverad från originalet den 5 mars 2016. https://web.archive.org/web/20160305194751/http://todor66.com/hockey/field/Olympic/Men_1956.html. Läst 27 juli 2015.
4. ↑  Todor Krastev (19 mars 1960). ”Men Field Hockey Olympic Games 1960 Rome (ITA) - 26.08-11.09 Winner Pakistan” (på engelska). Sport Statistics. Arkiverad från originalet den 6 mars 2016. https://web.archive.org/web/20160306194704/http://www.todor66.com/hockey/field/Olympic/Men_1960.html. Läst 27 juli 2015.
5. ↑  Todor Krastev (19 mars 1968). ”Men Field Hockey Olympic Games 1968 Mexico City (MEX) - 13-26.10 Winner Pakistan” (på engelska). Sport Statistics. Arkiverad från originalet den 6 mars 2016. https://web.archive.org/web/20160306035849/http://www.todor66.com/hockey/field/Olympic/Men_1968.html. Läst 27 juli 2015.
6. ↑  Todor Krastev (19 mars 1984). ”Men Field Hockey Olympic Games 1984 Los Angeles (USA) - 29.07-11.08 Winner Pakistan” (på engelska). Sport Statistics. Arkiverad från originalet den 5 mars 2016. https://web.archive.org/web/20160305200646/http://todor66.com/hockey/field/Olympic/Men_1984.html. Läst 27 juli 2015.
7. ↑  Todor Krastev (19 mars 1971). ”Men Field Hockey 1st World Cup 1971 Barcelona (ESP) - 15-24.10 Winner Pakistan” (på engelska). Sport Statistics. Arkiverad från originalet den 5 mars 2016. https://web.archive.org/web/20160305194856/http://todor66.com/hockey/field/World/Men_1971.html. Läst 27 juli 2015.
8. ↑  Todor Krastev (19 mars 1978). ”Men Field Hockey 4th World Cup 1978 Buenos Aires (ARG) - 19.03-02.04 Pakistan” (på engelska). Sport Statistics. Arkiverad från originalet den 5 mars 2016. https://web.archive.org/web/20160305194732/http://todor66.com/hockey/field/World/Men_1978.html. Läst 27 juli 2015.
9. ↑  Todor Krastev (19 mars 1982). ”Men Field Hockey 5th World Cup 1982 - Mumbay (IND) 29.12.1981-12.01.1982 Pakistan” (på engelska). Sport Statistics. Arkiverad från originalet den 6 mars 2016. https://web.archive.org/web/20160306200551/http://www.todor66.com/hockey/field/World/Men_1982.html. Läst 27 juli 2015.
10. ↑  Todor Krastev (19 mars 1994). ”Men Field Hockey World Cup 1994 Sydney (AUS) - 23.11-04.12 Pakistan” (på engelska). Sport Statistics. Arkiverad från originalet den 6 mars 2016. https://web.archive.org/web/20160306040627/http://todor66.com/hockey/field/World/Men_1994.html. Läst 27 juli 2015.